# MGA Zapf Creation
Die MGA Zapf Creation GmbH, ehemals Zapf Creation AG, ist ein deutscher Hersteller von Spielwaren mit Sitz in Rödental. Bekannt ist das Unternehmen durch die Funktionspuppen „Baby Born“ und „Baby Annabell“.

## Geschichte

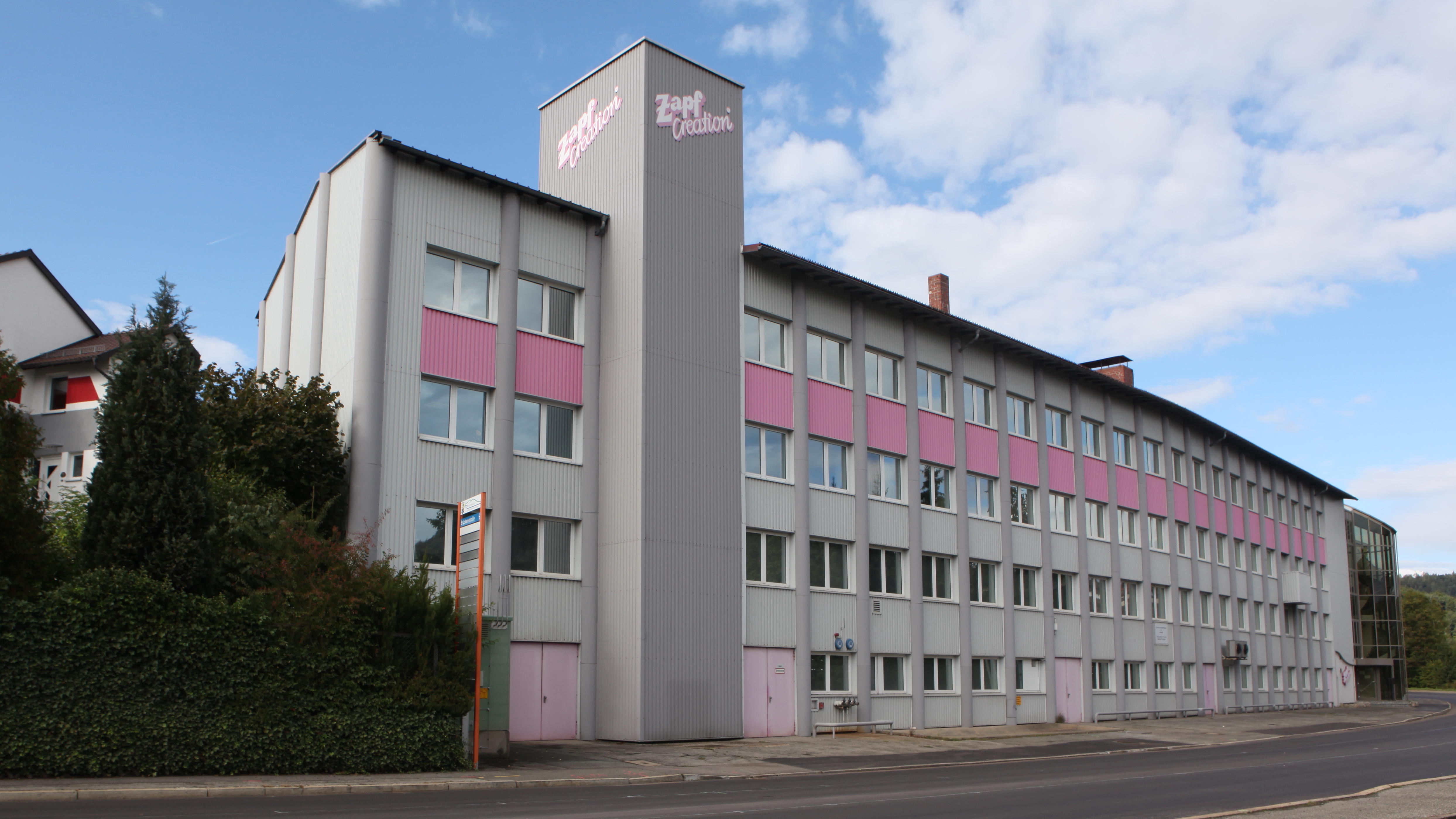
Unternehmenssitz in Rödental

### Gründung und Aufschwung bis zur Jahrtausendwende
Die Zapf Creation AG wurde 1932 von Max und Rosa Zapf als „Max Zapf Puppenfabrik“ gegründet. Bereits sechs Jahre später litt die Puppenherstellung bis 1946 unter der Materialknappheit im Zweiten Weltkrieg.
1958 übernahmen der Sohn der beiden Unternehmensgründer, Willi Zapf, und seine Frau Brigitte Zapf das Unternehmen und expandierten noch im selben Jahr ins europäische Ausland. 1960 wurde die „Max Zapf Puppen- und Spielwarenfabrik GmbH“ gegründet. Ab 1960 wurden Puppen außerdem statt aus Zellstoff aus Kunststoff produziert. Ebenfalls hatte Zapf zu dieser Zeit Aufblas- und Schwimmartikel im Sortiment.
Ab 1980 wurde die Produktion ins Ausland verlagert. Wenig später expandierte das Unternehmen auch nach Ostasien und Zapf produzierte ab 1992 in China. 1991 wurde die Marke „Baby Born“ entworfen und die Tochtergesellschaft „Zapf Creation (H.K.) Ltd.“ in Hongkong gegründet.
1992 erwarb die „IMM Industrie Beteiligungs GmbH“ München über ihre Muttergesellschaft „Triumph Adler Spiel- und Freizeit Holding GmbH“ die Mehrheitsanteile an Zapf. Ein Jahr später wurde die erste Vertriebsniederlassung in Spanien gegründet, seit 1995 werden Zapf Puppen in den USA angeboten.
1997 schied Willi Zapf aus dem Unternehmen aus. 1998 wurde die elektrische Funktionspuppe „Baby Annabell“ in den Markt eingeführt.

### Börsengang und Delisting
1999 folgte die Umwandlung der GmbH in eine Aktiengesellschaft, die „Zapf Creation AG“, die am 26. April 1999 im SMAX notiert wurde.
Im Jahr 2000 wurden Tochtergesellschaften im Vereinigten Königreich – „Zapf Creation (UK) Ltd.“ – und in Frankreich – „Zapf Creation (France) S.A.R.L.“ – gegründet. Weitere Tochtergesellschaften in Australien, Italien und Tschechien folgten 2001. Im Dezember stieg das Unternehmen in den MDAX auf. Auch die spanische Niederlassung wurde 2002 zu einer Tochtergesellschaft. 2003 folgte eine weitere Niederlassung in Polen. Die Tochtergesellschaft in Australien wurde 2004 geschlossen.
Wegen Verlusten wurde die Vertriebsniederlassung in den USA 2006 geschlossen. Zusätzliche Unregelmäßigkeiten in der Bilanzierung und ein Gewinneinbruch führten zu einem Kurseinbruch von fast 30 Euro auf unter 10 Euro Mitte 2006. Im Zuge der einsetzenden Finanzkrise hatte Zapf Schwierigkeiten, seine Kredite zu verlängern. Letztlich sicherten Gesellschafterdarlehen des Hauptaktionärs MGA, ein amerikanischer Spielwarentrust (vertreibt u. a. auch die Marke Little Tikes), das Überleben. Diese Darlehen wurden 2008 sukzessive in Eigenkapital umgewandelt. 66 Prozent der Anteile waren derzeit in Besitz von MGA oder – über Stiftungen – dessen Chef Isaac Larian.
Der Umsatz des Unternehmens, der 2010 noch 79,3 Millionen Euro betragen hatte, sank in den beiden folgenden Jahren auf 55 bzw. 57 Mio. Euro. Die Mitarbeiterzahl betrug 2010 noch 159 Personen. Mitte 2011 sank der Wert der Zapf-Aktie auf den eines Pennystock.
Anfang des Jahres 2013 wurde bekannt, dass Larian seine Beteiligung auf einen Anteil zwischen 25 und 50 Prozent reduziert hatte. Nach dem Verlust von mehr als der Hälfte des Grundkapitals wurde von der Hauptversammlung des Unternehmens am 3. Juli 2013 ein Kapitalschnitt beschlossen, bei dem die Aktien im Verhältnis 3:1 zusammengelegt wurden. Das Grundkapital betrug danach noch 6.431.951 Euro.
Im August 2018 wurde bekannt, dass das Unternehmen das Delisting von der Baden-Württembergischen Wertpapierbörse beschlossen hatte. Die Aktie ist seit dem 4. Oktober 2018 nicht mehr börsennotiert.
Am 9. Oktober 2023 wurde bekanntgegeben, dass Zapf mit dem US-Spielwarenkonzern MGA Entertainment fusionieren wird. Die Fusion wurde zum 10. Juni 2024 im Handelsregister eingetragen.

### Erneuter Aufschwung
Ab 2018 entwickelte sich das Geschäft des Unternehmens mit Ausnahme in Großbritannien wieder positiv. Seit 2015 verdoppelte sich der Umsatz und ab 2017 erwirtschaftete Zapf wieder eine Nettoumsatzrendite von über 17 Prozent. 2019 war das Unternehmen schuldenfrei und hatte ein Grundkapital von 41 Mio. Euro. Diese Entwicklung wurde maßgeblich durch eine Verschlankung der Produktpalette erreicht. Außerdem förderte der Großaktionär Isaac Larian Innovationen und setzte den Fokus des Geschäfts wieder auf Deutschland und Großbritannien. 2022 betrug der Umsatz 65,0 Mio. Euro bei einer Mitarbeiterzahl von 123 Personen.

## Produkte

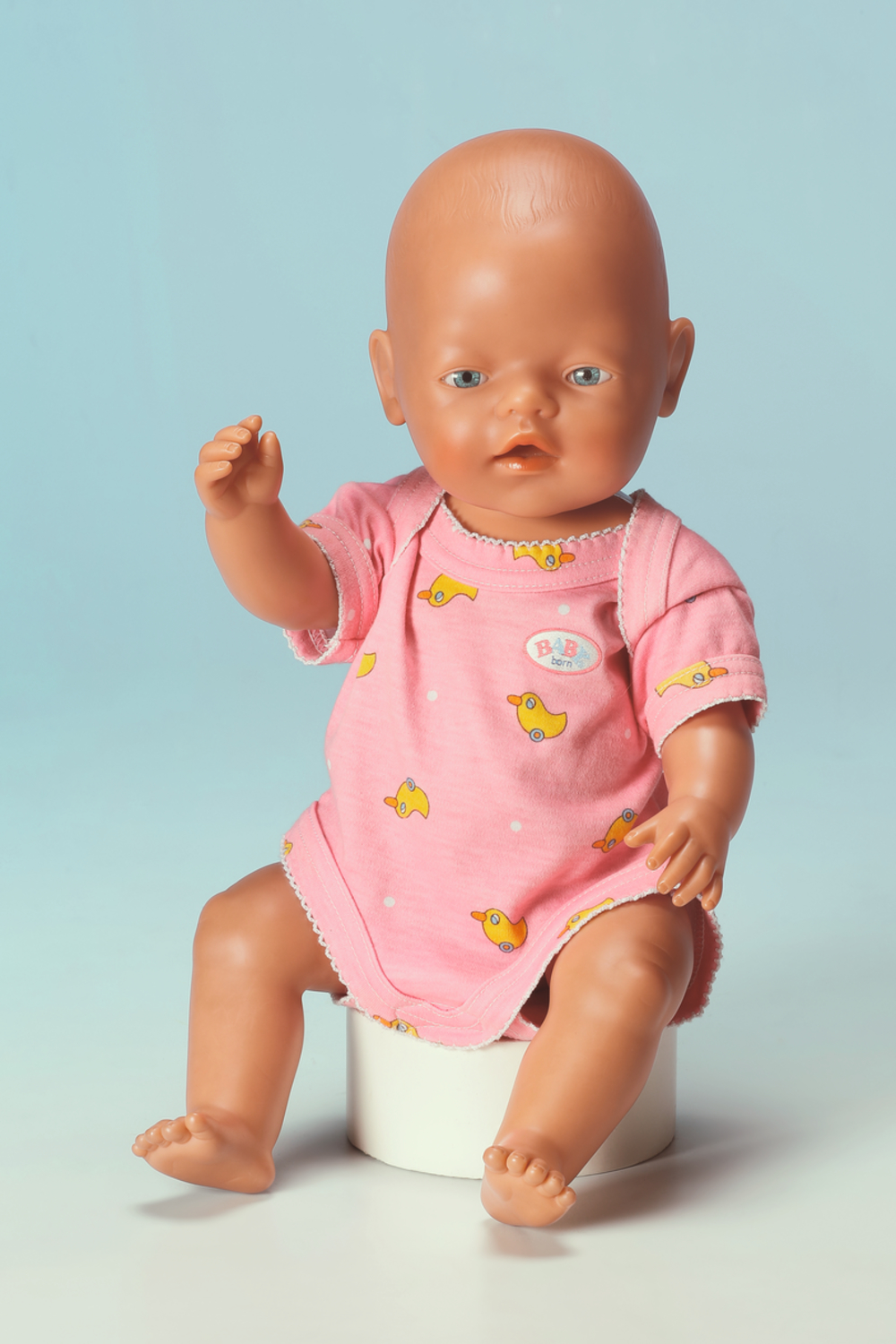
Baby Born 1991

Zapf vertreibt Spielkonzepte im Segment Puppen mit Zubehör. Die beiden bekanntesten Produktlinien des Unternehmens sind „Baby Born“ und „Baby Annabell“, diese Puppen-Modelle generieren 90 Prozent des Umsatzes. Die Puppen des Unternehmens sind in 65 Ländern weltweit erhältlich.
- Baby Born: Sie ist eine rein mechanische Puppe, die bisher 25 Millionen Mal verkauft wurde.[35] 1991 war sie die erste Puppe, die ohne Batterien essen, trinken, weinen, schlafen und aufs Töpfchen gehen konnte.[2]
- Baby Annabell: Sie ist eine elektronische Funktionspuppe, die schmatzen und geräuschvoll schluchzen kann.[7]
- Baby Alexander: Diese Puppe ist die männliche Version von „Baby Annabell“.[36]
- Chou Chou[37][21] und Chou Chou Babies[38]
- Nelly Dreams[37]
- Dolly Moda[35]

Zusätzlich zur „Baby Born“ gibt es eine von Zapf und Blue Ocean Entertainment entwickelte „Baby Born App“, in der die Nutzer Minispiele in einem Puppenhaus spielen können.
Zum 20-jährigen Jubiläum von „Baby Annabell“ entwarf Daniela Katzenberger als Markenbotschafterin eine limitierte Sonderedition von Outfits für die Puppe. 2018 waren davon 75.000 Stück im Handel, von deren Erlös pro Puppe sieben Euro an die Hilfsorganisation Ein Herz für Kinder gespendet wurden.

## Nachhaltigkeit
Zapf ist Mitbegründer der Fair Toys Organisation, die sich für die verantwortungsbewusste und nachhaltige Herstellung von Spielzeug einsetzt. Außerdem untersucht der Verein, ob Spielzeug unter fairen und gesunden Arbeitsbedingungen hergestellt wurde. Kann dies positiv nachgewiesen werden, vergibt Fair Toys das „Fair-Toys-Siegel“.
Im Frühjahr 2021 hat Zapf Creation sein gesamtes Sortiment schrittweise auf plastikfreie Verpackungen umgestellt. Alle neuen Produkte kommen in einer geschlossenen Box mit den plastikfreien Verpackungen auf den Markt und verzichten auf Plastikblister, -befestigungen und Sichtfenster aus Plastik. Da der geschlossene Verpackungskarton beim Öffnen seltener beschädigt wird, ist auch der Wiederverkauf von Retouren im stationären Handel sowie bei Online-Shops umweltfreundlicher.

## Auszeichnungen
- 2016: „Winner“ der Kategorie „Industry Excellence in Branding – Kids & Toys“ des German Brand Award[44][45]
- 2016: Auszeichnung mit Platz 10 der größten Spielwarenhersteller der Welt durch den Marktforscher NPD Group[46]